# Ivan Rošo Bušić
Ivan Roša Bušić (1745. – 1783.) je čuveni hrvatski hajduk iz imotskih Donjih Vinjana. Bio je predak Brune Bušića, koji je i napisao o njemu knjigu.

## Djelovanje
Dobio je nadimak Roša jer je bio crvene kose (tal. rosso-crven). 
Rano je ostao bez oca Jakova te brata Mijata kojega su ubili otac i sin Alija-beg Sukljašević i Ahmet-beg Sukljašević iz Mostara. Roša im se kasnije osvetio ubivši ih. 
Roša je primljen prvi put u hajdučku družinu hajduka Sočivice sa 16 godina. Kasnije je imao svoju hajdučku družinu od 33 člana, među njima i muslimana Mubašira. 
Ivan je uglavnom djelovao na prostoru Zagore i Zapadne Hercegovine kao i većina naših hajduka, te je hajdukovao i na prostoru Kreševa, Ivan-planine i dolazio do Sarajeva gdje se i danas za naglu osobu kaže: "k'o Roša". 
Narodne priče su govorile da je jedno vrijeme bio i gusar i dolazio do Amerike i Indije. Uz borbu protiv turskih vlasti zabilježeno je i da je naselio jednog brata Vlajčića iz Imotskog u mjesto Vinica (općina Tomislavgrad) te da se zbog nekih postupaka pravoslavnih popova u Imotskom posvadio s pravoslavcima.
Ubijen je u mjestu Ilijino Polje (selo između Neuma i Stoca). Ubio ga je Rade Krešić ispred svoje kuće. Prvo se mislilo da ga je ubio član njegove družine Bariša Ninčević te su ga zamalo ubijli pripadnici hajdučke družine, no na kraju ga ipak nisu ubili.

## Spomeni o njemu
Bušića spominje Alberto Fortis u svom putu kroz Dalmaciju i kaže za njega da utjeruje strah u kosti Turcima i da je dobio nadimak Rosso što znači crveni.
Bušića spominje i književnik Ivo Andrić u svom djelu ""Ispovijed"" kao primjer čovjeka koji pati za svojim mjestom, jer kad je dobio zabranu ulaska u Imotski. Rošo se svaki dan penjao na brdo i s čežnjom gledao svoj grad, te da je jednom orobio francuskog emisara na putu za Carigrad.
O Roši je knjigu napisao i njegov dalji potomak Bruno Bušić, knjiga se zove: “Ivan Bušić-Roša, hajdučki harambaša”. Bruno Bušić je o njemu napisao: : “Za hrvatskoga ratnika i oporbenjaka, onda kao i sada, nije bilo razumijevanja i milosti ni na jednoj strani svijeta, ni u jednoj državi”.

## Vanjske poveznice
- Život Roše harambaše[neaktivna poveznica]